# مخمل

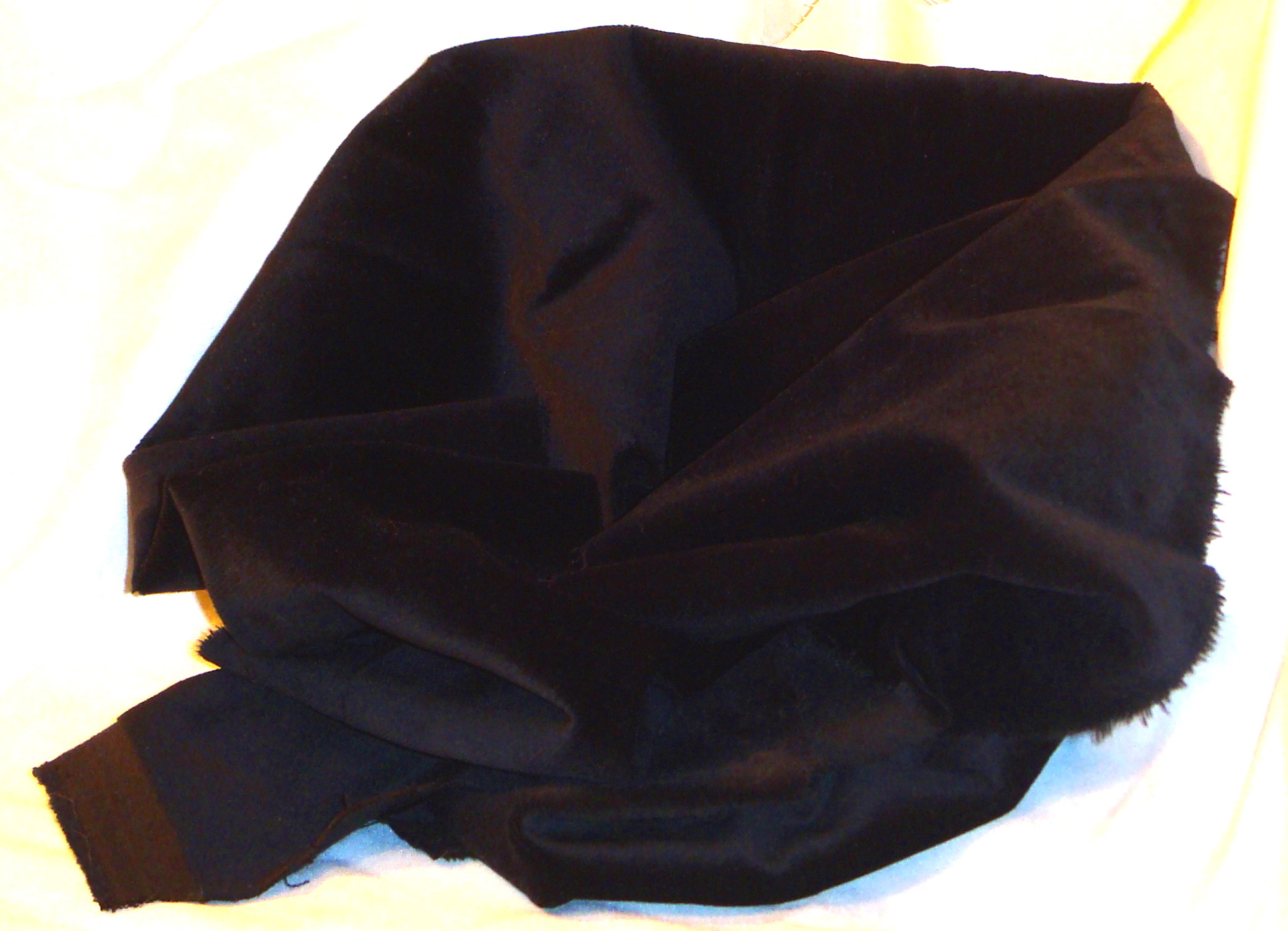
قطعة من المخمل الأسود.

المخمل أو القطيفة أو في بعض اللهجات القَدِيْفَةْ هو نوع من القماش يتميز بوبره القصير والكثيف، ويستخدم في صناعة الملابس والأثاث المنزلي. يصنع المخمل من ألياف الحرير أو القطن، ومنه يكتسب وبره المميز. وفي حالات أخرى قد يصنع من ألياف تركيبية، ويتميز بملمسه الناعم الوبري، الناتج عن قص الخيوط الدقيقة، الوجه الخلفي للقماش عادة ما يكون أملس ويظهر طريقة النسج.

## معرض صور

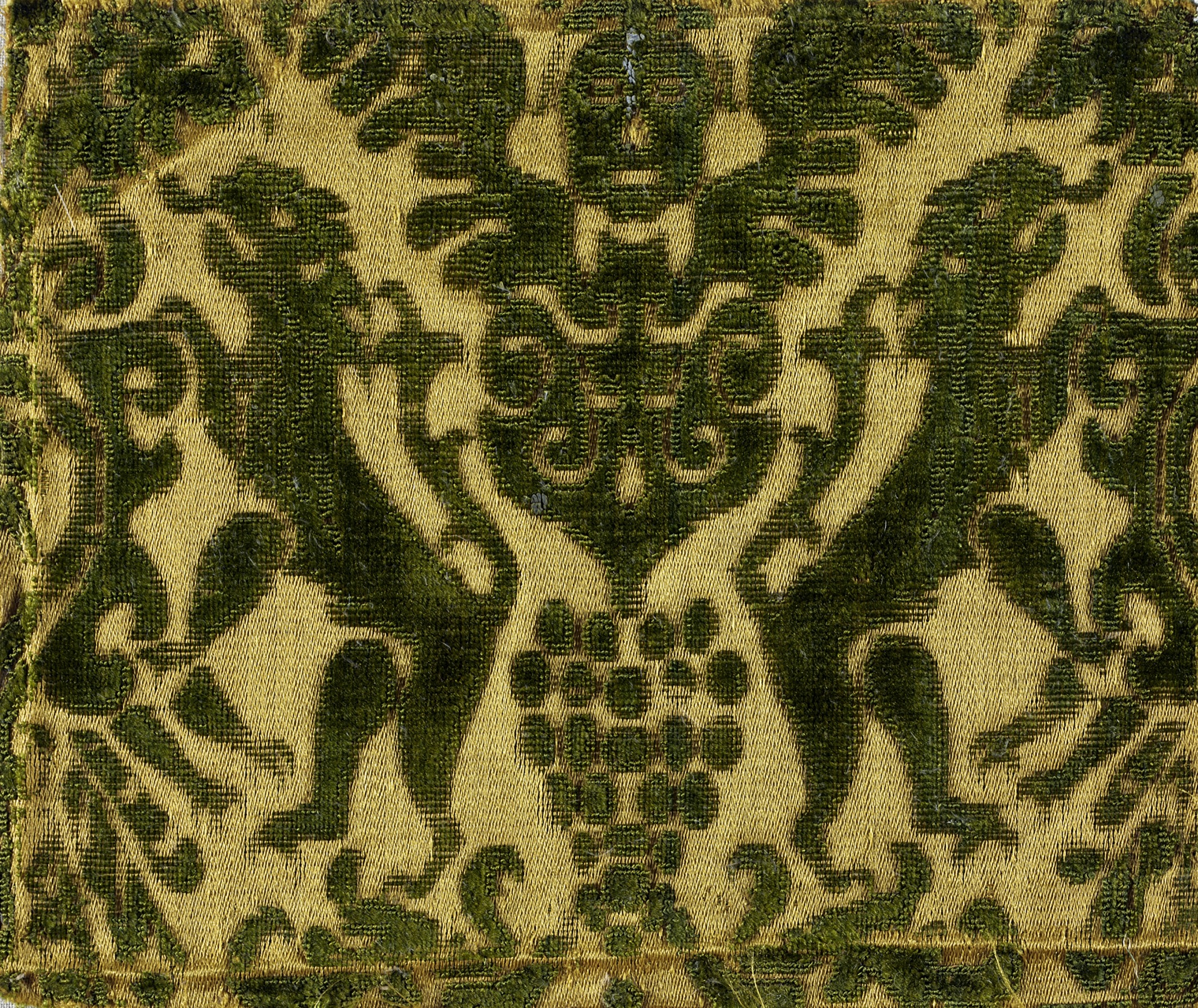
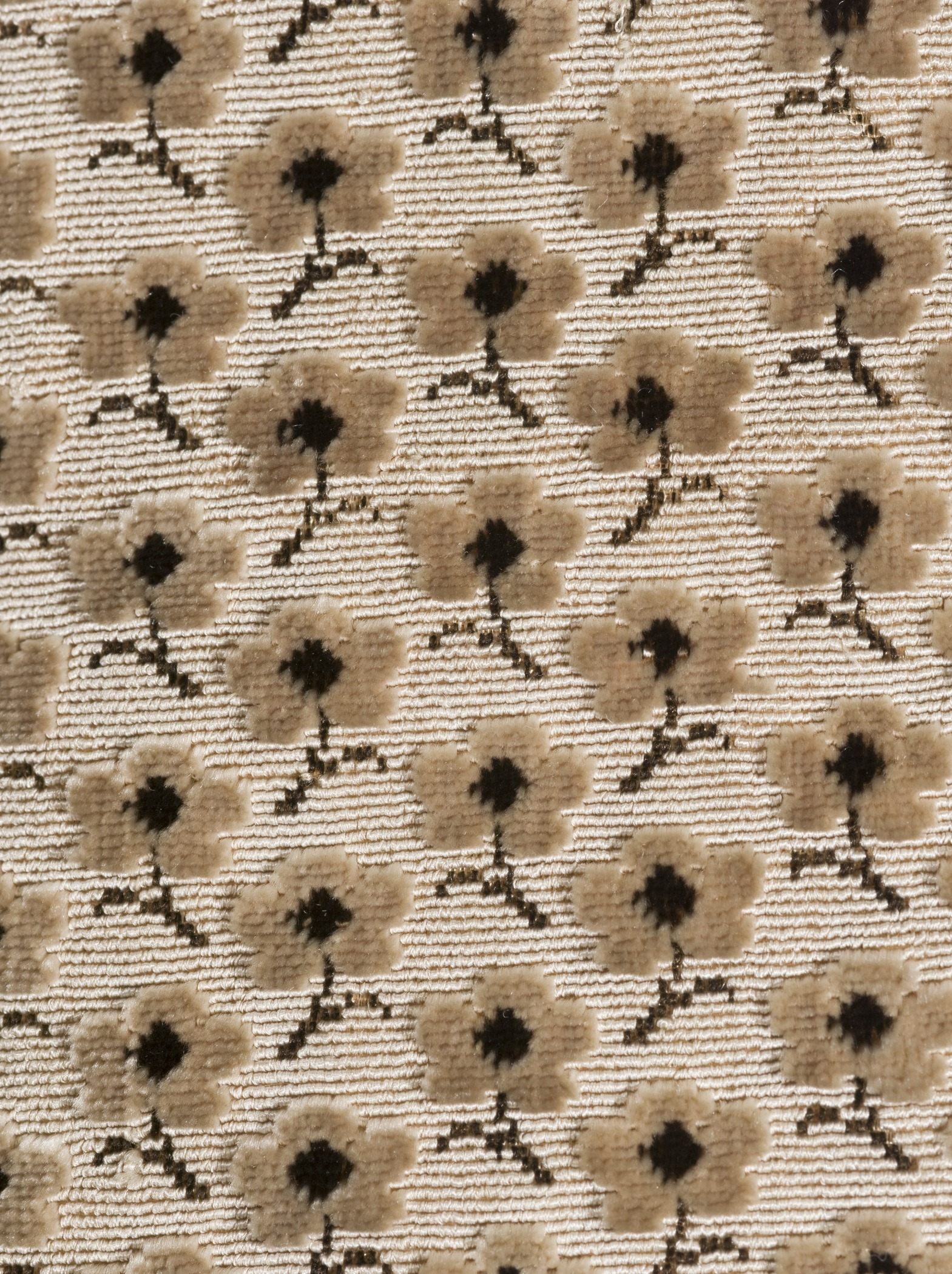
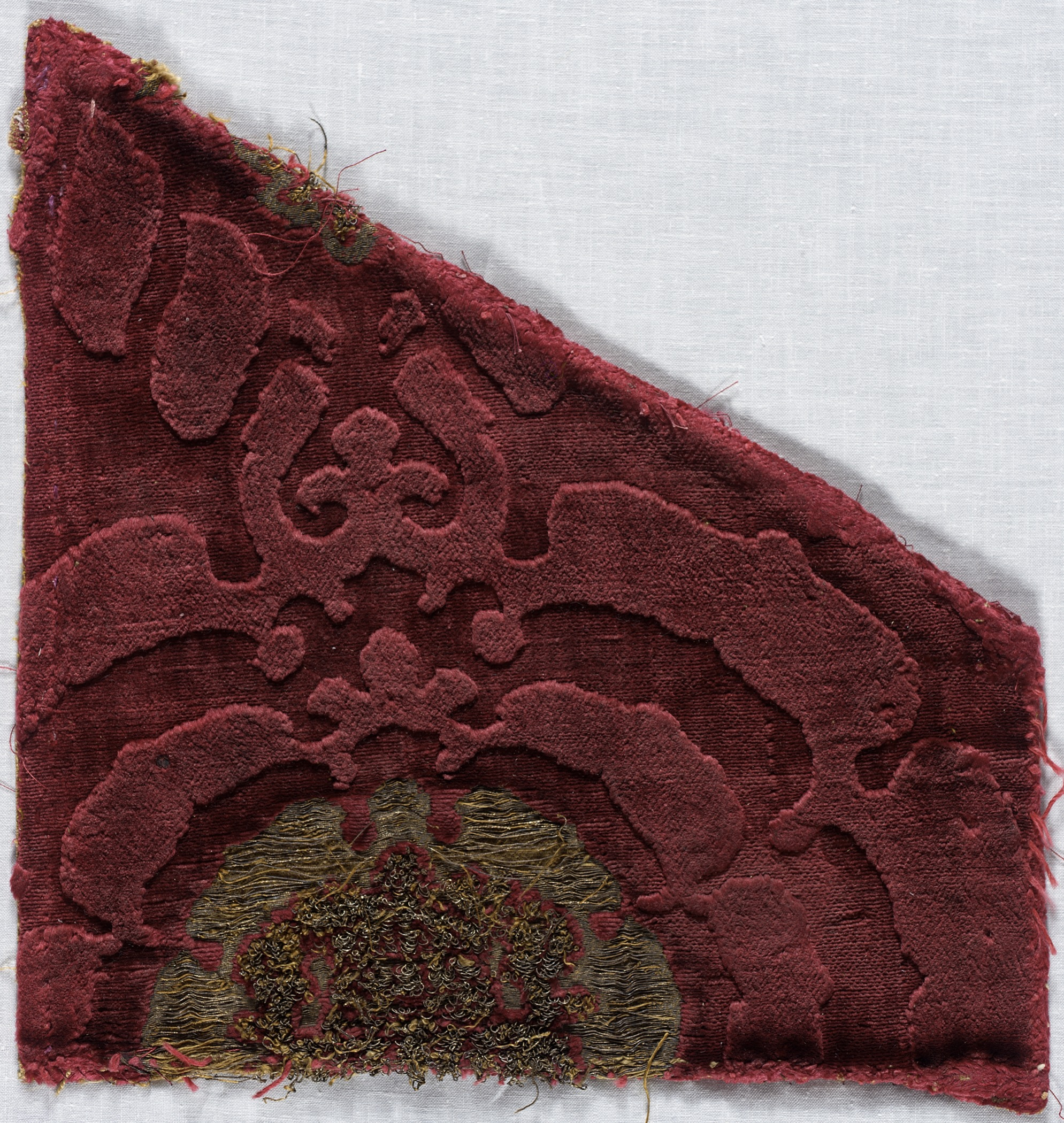
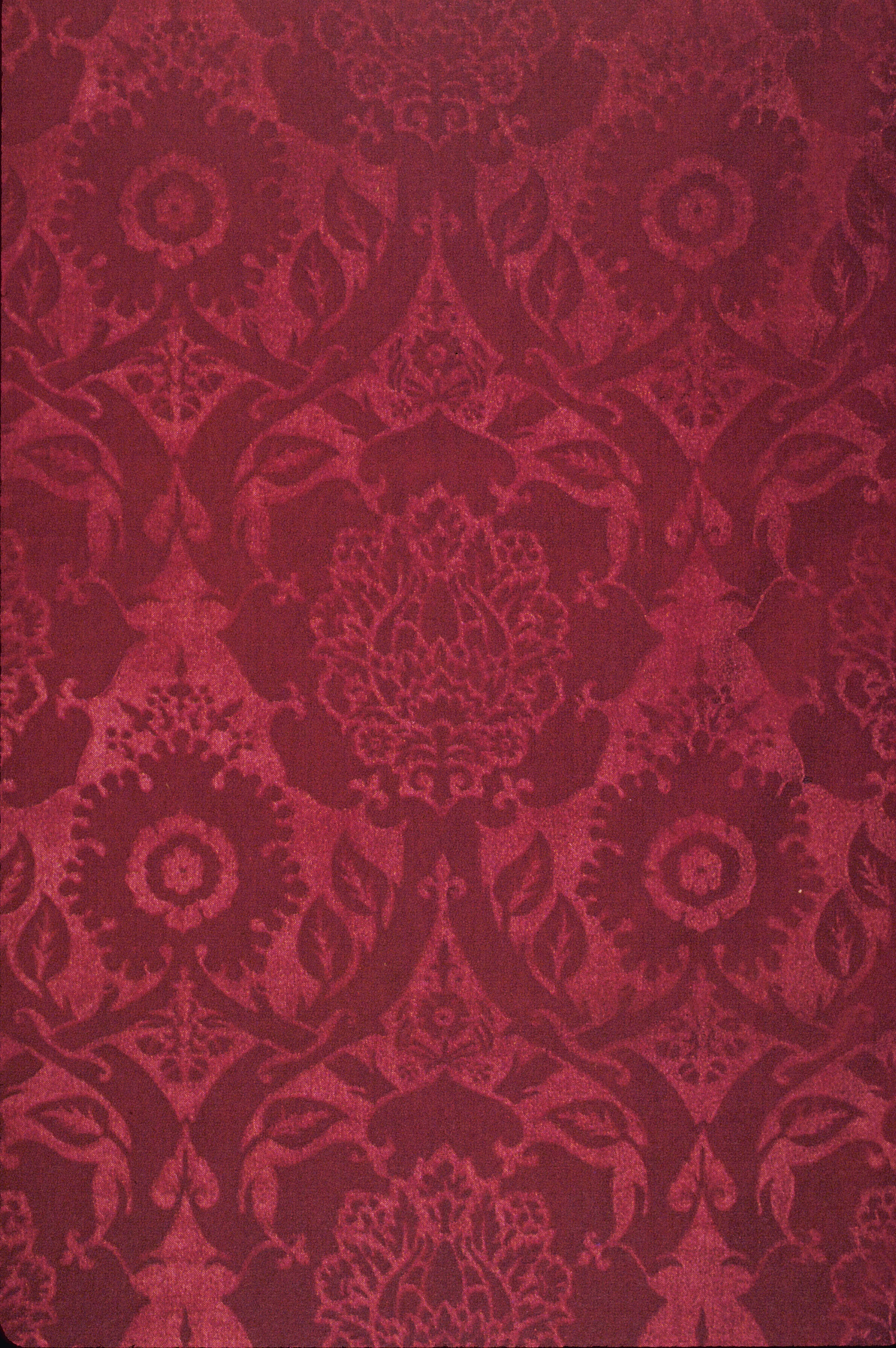
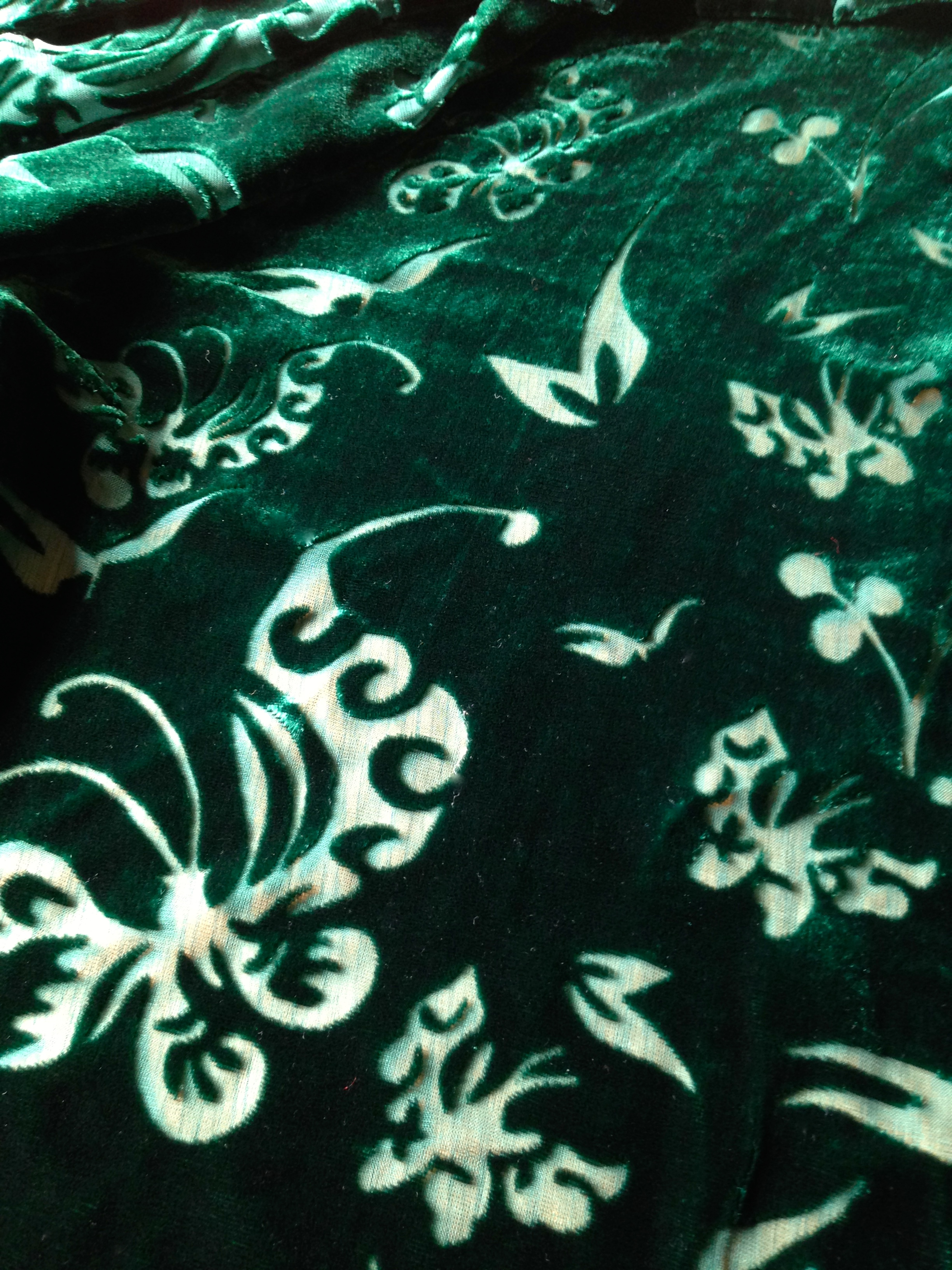

## انظر ايضًا
- الوبر
- الفرو